# فاکوندو پییستری
فاکوندو پییستری (به انگلیسی: Facundo Pellistri) زادهٔ ۲۰ دسامبر ۲۰۰۱) بازیکن فوتبال اهل اروگوئه است که در پست وینگر راست برای باشگاه فوتبال پاناتینایکوس در سوپر لیگ یونان و تیم ملی اروگوئه بازی می‌کند.

## افتخارات

### باشگاهی
منچستر یونایتد
- نایب‌قهرمانی جام حذفی انگلستان (۱): ۲۳–۲۰۲۲
- نایب‌قهرمانی جام خیریه انگلستان (۱): ۲۰۲۴

### ملی
اروگوئه
- مقام سوم کوپا آمریکا (۱): ۲۰۲۴

### فردی
- بهترین تیم سال لیگ دسته اول فوتبال اروگوئه (۱): ۲۰۱۹